# Алимбетов, Алпеис
Алпеис Алимбетов (1899 год, Туркестанский край, Российская империя — дата и место смерти не известны) — колхозник, табунщик, Герой Социалистического Труда (1948).

## Биография
Родился в 1899 году. С раннего детства работал батраком. В 1932 году вступил в колхоз «Талапты». С 1937 года по 1964 работал старшим табунщиком в колхозах «Арысь» Шаульдерского района и «Талапты» Кзыл-Кумского района Южно-Казахстанской области. В 1965 году вышел на пенсию.
В 1947 году вырастил 50 жеребят от 50 конематок. За это достижение был удостоен в 1948 году звания Героя Социалистического Труда.

## Награды
- Герой Социалистического Труда — указом Президиума Верховного Совета СССР от 23 июля 1948 года;
- Орден Ленина (1948);